# 演色性
演色性（えんしょくせい）とは、ランプなど発光する道具・装置が、ある物体を照らしたときに、その物体の色の見え方に及ぼす光源の性質のこと。
一般的に自然光を基準として、近いものほど「良い」「優れる」、かけ離れたものほど「悪い」「劣る」と判断されるが、演色性に正確性を要求されるような専門的分野においては、数値化された客観的判断基準が設定されていることが多く、演色評価数（えんしょくひょうかすう、英：Color Rendering Index、略称：CRI）がこれにあたる。

## 演色性の客観的基準
演色性を数値として評価する方法を、国際照明委員会 (CIE) が定めている。委員会加盟各国はこれに合致するように各々の国内規格を定めているが、日本でも JIS Z 8726:1990（光源の演色性評価方法）としてJIS（日本工業規格）化されている。
規格では、完全放射体の光またはCIE昼光の光を基準光とし、基準光との比較の上で、測定対象となる光源が、演色評価用の色票を照明したときに生じる色ずれを、100を最良（色ずれなし）とする0〜100の指数 (Ri; Rendering index) として表したものである。
演色評価数には平均演色評価数 (Ra; average of Rendering index) と特殊演色評価数 (R9〜R14およびR15の指数) がある。JIS規格がCIE規格と唯一異なる点として、「日本人の肌の色」として解説されるR15色票の追加が挙げられるが、一般によく使われる平均演色評価数はR1〜R8の演色評価数の平均値であるため、CIE規格との乖離は発生しない。

### 平均演色評価数 (Ra)
8色 (R1〜R8) の色票を用いて評価した演色評価数を平均したもの。
|            | R1      | R2    | R3     | R4      | R5      | R6     | R7      | R8     |
| ---------- | ------- | ----- | ------ | ------- | ------- | ------ | ------- | ------ |
| マンセル値 | 7.5R6/4 | 5Y6/4 | 5GY6/8 | 2.5G6/6 | 10BG6/4 | 5PB6/8 | 2.5P6/8 | 10P6/8 |
| 色（参考） |         |       |        |         |         |        |         |        |

### 特殊演色評価数
R1〜R8に含まれない7色 (R9〜R14, R15) の試験色の色票を用いた演色評価数。Raと異なり平均で表すものではなく、R9の指数80、R10の指数82、などのように個別に表す。
赤 (R9)、黄 (R10)、緑 (R11)、青 (R12)、「西洋人の肌の色」(R13)、「木の葉の色」(R14)、「日本人の肌の色(R15)」として解説されることがあるが、JIS規格ではこれらの呼称は用いられていない。
|            | R9       | R10    | R11     | R12     | R13    | R14    | R15    |
| ---------- | -------- | ------ | ------- | ------- | ------ | ------ | ------ |
| マンセル値 | 4.5R4/13 | 5Y8/10 | 4.5G5/8 | 3PB3/11 | 5YR8/4 | 5GY4/4 | 1YR6/4 |
| 色（参考） |          |        |         |         |        |        |        |